# 表原玄太
表原玄太（Genta Omotehara，1996年2月28日—）是日本的職業足球運動員，司職前鋒，現效力於日本乙組職業足球聯賽德島漩渦。

## 外部連結
- Profile （页面存档备份，存于）
- 日本職業足球聯賽中的表原玄太 （日語）